# Modest Iljič Čajkovskij
Modest Iljič Čajkovskij (rusky Модест Ильич Чайковский; 13. května 1850 Alapajevsk – 15. ledna 1916 Moskva) byl ruský dramatik, operní libretista a překladatel. Byl jedním z mladších bratrů (dvojčata Modest a Anatolij) hudebního skladatele Petra Iljiče Čajkovského.

## Život
Narodil se jako čtvrtý syn v rodině důlního inženýra Ilji Petroviče Čajkovského a jeho ženy francouzského původu Alexandry Andrejevny, rozené Assierové. Přestože zakončil diplomem studia právní vědy na vysoké školy v Petrohradu, rozhodl se věnovat v dalším životě literatuře a dramatickému umění.
V roce 1876 se stal opatrovníkem Nikolaje (Kolji) Hermanoviče Konradiho, osmiletého neslyšícího a němého chlapce. S pomocí speciální metody, kterou sám vyvinul se mu podařilo naučit chlapce mluvit, číst a psát.
Modest Čajkovskij s úspěchem přeložil do ruštiny Shakespearovy Sonety a četná díla ruských spisovatelů přeložil do evropských jazyků. Je autorem operních libret, která zhudebnili skladatelé Petr Iljič Čajkovskij, Eduard Nápravník, Anton Stěpanovič Arenskij, Arsenij Nikolajevič Koreščenko nebo Sergej Rachmaninov.

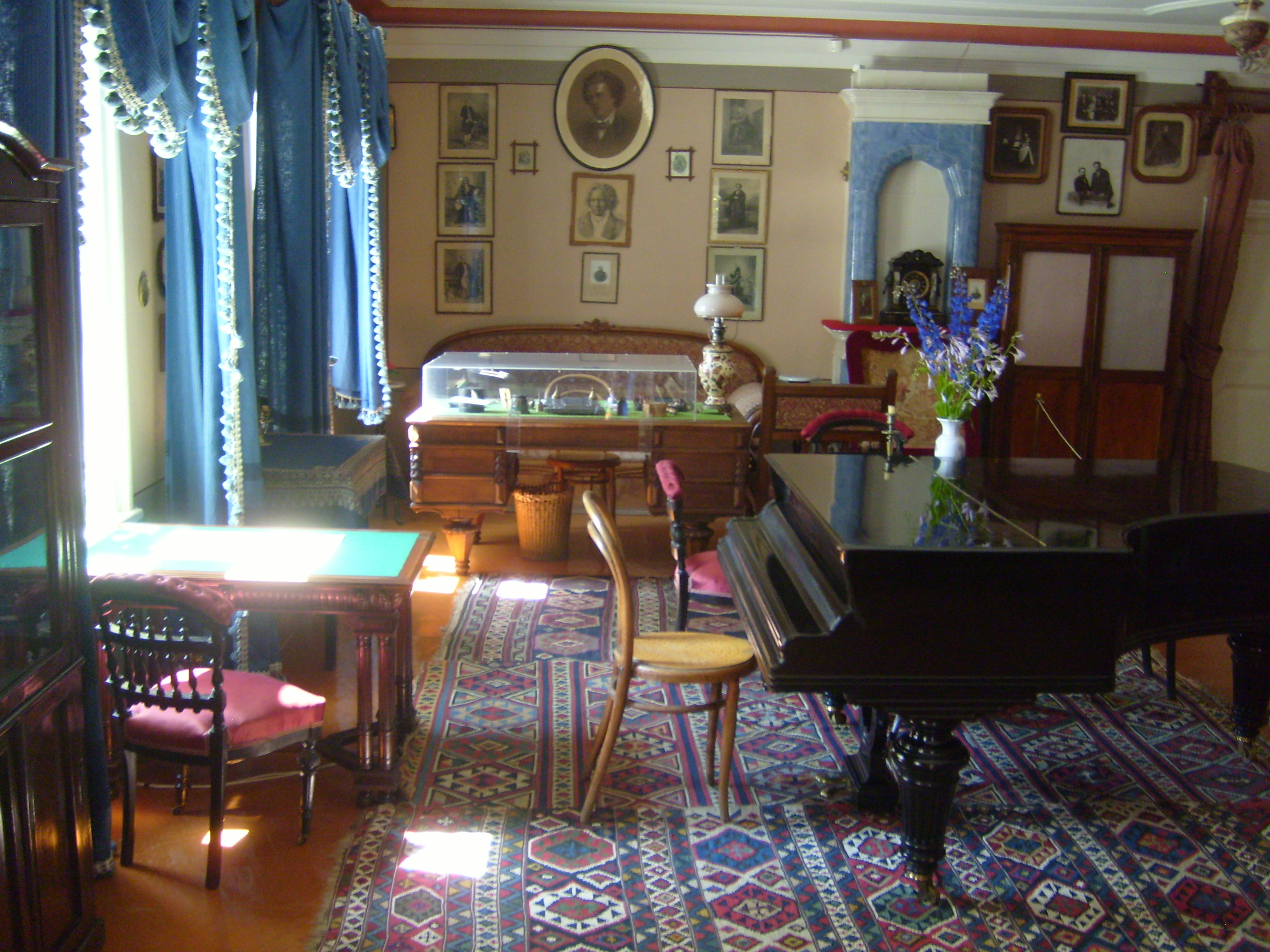
Salon v muzeu P.I.Čajkovského v Klinu s jeho piánem a stolem

V Petrohradu se spřátelil s francouzským hercem Lucienem Guitrym, otcem herce Sachi Guitryho, který vystupoval v Michajlovském divadle. Po celý život ho také pojilo silné přátelství s bratrem Petrem Iljičem i dvojčetem Anatolijem.
Byl životopiscem, zakladatelem a prvním kurátorem muzea Petra Iljiče Čajkovského v Klinu, v blízkosti Moskvy, kde žil jeho bratr poslední rok svého života. Modest Čajkovskij publikoval jeho biografii ve třech svazcích o více než 1 500 stranách, s výtažky z jeho korespondence, která se stala důležitm studijním materiálem výzkumných pracovníků a muzikologů. Zemřel v Moskvě 15. ledna 1916 ve věku 65 let.
Ve své dosud nepublikované autobiografii, široce citované Alexandrem Poznanským, Modest zmiňuje, že on i jeho bratr Petr Iljič Čajkovskij byli gayové.

### Rodina
Modest Iljič Čajkovskij měl tři starší bratry, Nikolaje, Petra a Ippolita (Hyppolita) a bratra, dvojče, Anatolije. Do rodiny patřila ještě nevlastní sestra Zinaida, kterou měl otec z prvního manželství a vlastní sestra Alexandra. S tou ho pojilo pevné sourozenecké pouto a když se provdala za Lva Vasiljeviče Davydova, velmi často pobýval na jejich panství poblíž Kyjeva.

## Dílo

### Libreta
- 1890 – Piková dáma (Petr Iljič Čajkovskij, Op. 68)
- 1891 – Jolanta (Petr Iljič Čajkovskij, Op. 69)
- 1895 – Dubrovskij (Eduard Nápravník)
- 1900 – Ledjanoj dom (Arsenij Nikolajevič Koreščenko)
- 1904 – Nal a Damajanti (Anton Stěpanovič Arenskij)
- 1904 – Francesca da Rimini (Sergej Rachmaninov, Op. 25)

### Překlady (výběr)
- Sonety a Richard II. (William Shakespeare)
- Nouvelle biographie de Mozart (Alexander Dmitrijevič Ulybyšev, 1843)
- Horatius (Pierre Corneille)

### Spisy
- 1890 – Симфония (Symfonie)
- 1892 – День в Петербурге (Den v Petrohradu)
- 1893 – Предрассудки (Předsudky)

### Biografie
- 2004 – The Life And Letters of Peter Ilich Tchaikovsky, University Press of the Pacific (2004), ISBN 1-4102-1612-8